# Герланд, Георг Корнелиус Карл
Георг Корнелиус Карл Герланд (нем. Georg Cornelius Karl Gerland; 29 января 1833, Кассель — 19 февраля 1919, Страсбург) — германский антрополог, геофизик, сейсмолог, географ, этнолог и лингвист; профессор Страсбургского университета.

## Биография
Георг Герланд родился 29 января 1833 года в городе Касселе. Изучал классическую филологию, германистику и антропологию в университетах Берлина и Марбурга.
С 1856 по 1875 год Георг Корнелиус Карл Герланд последовательно работал учителем гимназиях в Касселе, Ханау, Магдебурге и Галле, а в 1875 году он был назначен профессором этнологии и географии в Страсбургском университете. 
В 1900 году Герланд стал директором Имперского центрального бюро исследований землетрясений в Страсбурге.
Герланд представил идеи немецкого сейсмолога Эрнста фон Ребера-Пашвица на шестой Международной географической конференции в Лондоне в 1895 году и организовал первую Международную конференцию по сейсмологии в Страсбурге в 1901 году. Это было началом международного сотрудничества в области сейсмологии и привело к основанию Международной сейсмологической ассоциации (с 1951 года — Международная ассоциация сейсмологии и физики недр Земли — IASPEI).
Георг Герланд также известен, как продолжатель труда «Die antropologie der Naturvölker» («Антропология первобытных народов») Теодора Вайца  (им были написаны V и VI тома, а также переработан первый том). Для Герланда, как и для Вайца, этнология являлась наукой, строившейся в значительной степени на естественнонаучной базе. Большой заслугой Герланда является и создание первых этнографических атласов, построенных на действительно научной основе «Atlas der Völker» (в «Physikalischer Atlas» Берггауза) и «Atlas der Ethnographie» (в «Bilderatlas» Брокгауза). Ему же принадлежит (изданное в 1912 году в Лейпциге) большое исследование по сравнительной мифологии о всемирном потопе — «Mythus von der Sintflut».
Георг Корнелиус Карл Герланд умер 19 февраля 1919 года в городе Страсбурге.